# مالكي باتم (مقاطعة فارياب)
مالكي باتم (بالإنجليزية: Tolombeh-ye Maleki Patam Fariyab)‏ هي مستوطنة تقع في كرمان في إيران. يقدر عدد سكانها بـ 36 نسمة .